# Amerikai Szamoa az 1992. évi nyári olimpiai játékokon
Az Amerikai Szamoa a spanyolországi Barcelonában megrendezett 1992. évi nyári olimpiai játékok egyik részt vevő nemzete volt. Az országot az olimpián 2 sportágban 3 sportoló képviselte, akik érmet nem szereztek.

## Ökölvívás
| Versenyző      | Versenyszám   | Selejtező                   | Nyolcaddöntő                | Negyeddöntő                | Elődöntő          | Döntő             | Helyezés |
| Versenyző      | Versenyszám   | Ellenfél Eredmény           | Ellenfél Eredmény           | Ellenfél Eredmény          | Ellenfél Eredmény | Ellenfél Eredmény | Helyezés |
| -------------- | ------------- | --------------------------- | --------------------------- | -------------------------- | ----------------- | ----------------- | -------- |
| Maselino Masoe | Nagyváltósúly | Nagasima Hirosi (JPN) · RSC | Furas Hashim (IRQ) · RSC    | Mizsei György (HUN) · 3-17 | kiesett           | kiesett           | 5.       |
| Mika Masoe     | Félnehézsúly  | erőnyerő                    | Stephen Wilson (GBR) · 8-12 | kiesett                    | kiesett           | kiesett           | 9.       |

RSC – a játékvezető megállította a mérkőzést

## Súlyemelés
| Versenyző  | Versenyszám | Szakítás | Szakítás | Lökés    | Lökés    | Összesen | Helyezés |
| Versenyző  | Versenyszám | Eredmény | Helyezés | Eredmény | Helyezés | Összesen | Helyezés |
| ---------- | ----------- | -------- | -------- | -------- | -------- | -------- | -------- |
| Eric Brown | 90 kg       | 125,0    | 21.      | 157,5    | 20.      | 282,5    | 21.      |